# Райан, Робби
Робби Райан (англ. Robbie Ryan; род. 1970, Дублин) — ирландский кинооператор. Участвовал в более чем 90 работах, включая полнометражные и короткометражные картины, видеоклипы, в качестве кинооператора. В 2016 году снятая им картина «Я, Дэниел Блейк» удостоилась главной награды Каннского Фестиваля «Золотая пальмовая ветвь», а другая его картина — «Американская милашка» — получила на этом же фестивале Приз жюри. В 2018 году был номинирован на премию «Оскар» в категории «Лучшая операторская работа» за фильм «Фаворитка».

## Биография
Робби Райан родился в городе Дублин, Ирландия. Он решил связать свою жизнь с кинематографом в 14 лет после того, как начал снимать короткометражные фильмы с друзьями на камере отца KODAK s8. Робби окончил Институт Искусства, Дизайна и Технологий Дун-Лэара.

## Фильмография
- «Это не песня о любви» (2002) (англ. This Is Not a Love Song)
- «Оса» (2003) (англ. Wasp)
- «Изоляция» (2005) (англ. Isolation)
- «Завтрак Антонио» (2005) (англ. Antonio’s Breakfast)
- «Красная дорога» (2006) (англ. Red Road)
- «Кирпичный переулок» (2007) (англ. Brick Lane)
- «Книга скаутов для мальчиков» (2009) (англ. The Scouting Book for Boys)
- «Аквариум» (2009) (англ. Fish Tank)
- «Я — рабыня» (2010) (англ. I am Slave)
- «Патагония» (2010) (англ. Patagonia)
- «Грозовой перевал» (2011) (англ. Wuthering Heights)
- «Вершина» (2012) (англ. The Summit)
- «Бомба» (2012) (англ. Ginger & Rosa)
- «Доля ангелов» (2012) (англ. The Angels' Share)
- «Последние дни на Марсе» (2013) (англ. The Last Days on Mars)
- «Филомена» (2013) (англ. Philomena)
- «Зал Джимми» (2014) (англ. Jimmy’s Hall)
- «Поймая меня, папочка» (2014) (англ. Catch Me Daddy)
- «Строго на запад» (2015) (англ. Slow West)
- «Я — не серийный убийца(фильм)» (2016) (англ. I Am Not a Serial Killer)
- «Я, Дэниел Блейк» (2016) (англ. I, Daniel Blake)
- «Американская милашка» (2016) (англ. American Honey)
- «Истории семьи Майровиц» (2017)
- «Фаворитка» (2018)
- «Извините, мы вас не застали» (2019)
- «Брачная история» (2019)
- «Неизбранные дороги» (2020)